# 南風原町
南風原町（日语：／ Haebaru chō */?，琉球語：／ ）位於琉球列島沖繩群島沖繩島南部。為包含那霸市的六個市町包圍，也是沖繩縣唯一沒靠海的市町村。
原先計畫與東風平町、大里村、具志頭村進行合併，但因未能達成共識，已於2004年9月30日解散合併協議會。

## 地理

### 轄區
| - 新川 - 大名 - 兼城 - 神里 | - 喜屋武 - 津嘉山 - 照屋 - 宮城 | - 宮平 - 本部 - 山川 - 與那霸 |

## 歷史
- 1896年4月1日：實施郡區制，為島尻郡轄下南風原間切。
- 1908年4月1日：實施島嶼町村制，改設為南風原村。
- 1980年10月1日： 南風原村改制為南風原町。
- 2002年：東風平町、具志頭村、南風原町、大里村成立合併協議會，但因為南風原町最後反對而取消而使協議會解散。解散後大里村改與玉城村、知念村、佐敷町成立合併協議會，並於2006年合併為南城市。同時東風平町和具志頭村野合併為八重瀨町。

## 交通

### 道路
高速道路
- 沖繩自動車道
- 那霸機場自動車道：南風原北交流道 - 南風原南系統交流道 - 南風原南交流道

國道
- 國道329號
- 國道507號

主要地方道
- 沖繩縣道82號那霸糸滿線
- 沖繩縣道86號南風原知念線

一般縣道
- 沖繩縣道48號線
- 沖繩縣道128號線
- 沖繩縣道236號玉城那霸自行車道線
- 沖繩縣道240號南風原與那原線
- 沖繩縣道241號宜野灣南風原線

## 觀光景點
- 沖繩縣文書資料館（沖繩縣公文書館）

## 教育

### 高等學校
| - 沖繩縣立開邦高等學校（页面存档备份，存于） | - 沖繩縣立南風原高等學校（页面存档备份，存于） |

### 中學校
| - 南風原町立南風原中學校 | - 南風原町立南星中學校（页面存档备份，存于） |

### 小學校
| - 南風原町立南風原小學校（页面存档备份，存于） - 南風原町立津嘉山小學校 | - 南風原町立北丘小學校 - 南風原町立翔南小學校（页面存档备份，存于） |

### 特殊學校
- 沖繩縣立沖繩盲學校（页面存档备份，存于）